# Benčići (Žminj)
Benčići is een plaats in de gemeente Žminj in de Kroatische provincie Istrië. De plaats telt 140 inwoners (2001).